# Миллер, Шариф
Шариф Абдул Миллер (англ. Shareef Abdul Miller; 14 марта 1997, Филадельфия, Пенсильвания) — профессиональный американский футболист, дифенсив энд. В сезоне 2019 года выступал в клубе НФЛ «Филадельфия Иглз». На студенческом уровне играл за команду университета штата Пенсильвания. На драфте НФЛ 2019 года был выбран в четвёртом раунде.

## Биография
Шариф Миллер родился 14 марта 1997 года в Филадельфии, один из шести детей в семье. Учился в старшей школе имени Джорджа Вашингтона в Сомертоне на северо-востоке города. За школьную футбольную команду он играл на позиции ди-энда, на момент окончания по оценкам четырёх крупнейших сайтов, анализирующих молодых игроков, Миллер входил в число пятнадцати лучших в Пенсильвании.

### Любительская карьера
В 2015 году Миллер поступил в университет штата Пенсильвания. В чемпионате NCAA он дебютировал в сезоне 2016 года, принял участие в четырнадцати матчах команды. В 2017 году он стал игроком основного состава «Ниттани Лайонс», выходил на поле в тринадцати играх. Дважды сайт Pro Football Focus включал его в сборную лучших игроков недели. В середине сезона Миллера называли в числе претендентов на Беднарик Эворд, награду лучшему игроку защиты студенческого футбола. В 2018 году он сыграл в тринадцати матчах, по его итогам разделил командную награду самому ценному игроку защиты с корнербеком Амани Оруварие.

#### Статистика выступлений в NCAA
| Сезон | Команда                   | Игры | Захваты | Захваты | Захваты | Захваты | Захваты | Перехваты | Перехваты | Перехваты | Перехваты | Перехваты | Фамблы | Фамблы | Фамблы | Фамблы |
| Сезон | Команда                   | Игры | Solo    | Ast     | Tot     | Loss    | Sk      | Int       | Yds       | Y/R       | TD        | PD        | FR     | Yds    | TD     | FF     |
| ----- | ------------------------- | ---- | ------- | ------- | ------- | ------- | ------- | --------- | --------- | --------- | --------- | --------- | ------ | ------ | ------ | ------ |
| 2015  | Пенн Стейт Ниттани Лайонс | 0    | 0       | 0       | 0       | 0,0     | 0       | 0         | 0         | 0         | 0         | 0         | 0      | 0      | 0      | 0      |
| 2016  | Пенн Стейт Ниттани Лайонс | 14   | 12      | 10      | 22      | 5,0     | 1,5     | 0         | 0         | 0,0       | 0         | 0         | 0      | 0      | 0      | 1      |
| 2017  | Пенн Стейт Ниттани Лайонс | 13   | 21      | 16      | 37      | 11,5    | 5,5     | 0         | 0         | 0,0       | 0         | 0         | 1      | 0      | 0      | 0      |
| 2018  | Пенн Стейт Ниттани Лайонс | 13   | 25      | 16      | 41      | 15,0    | 7,5     | 0         | 0         | 0,0       | 0         | 0         | 1      | 0      | 0      | 0      |
| Всего | Всего                     | 40   | 58      | 42      | 100     | 31,5    | 14,5    | 0         | 0         | 0,0       | 0         | 0         | 2      | 0      | 0      | 1      |

### Профессиональная карьера
Аналитик сайта Bleacher Report Мэтт Миллер отмечал, что Миллер обладает физическими данными, талантом и обучаемостью. Эти качества должны были помочь ему закрепиться на более высоком уровне. К другим достоинствам игрока относились способность играть в любой защитной схеме, эффективность при захватах на открытом пространстве, высокая скорость первого шага. Минусами назывались недостаток техники, физической силы при противодействии линейным нападения, необходимость работать над своим арсеналом пас-рашера.
Миллер был выбран «Филадельфией» в четвёртом раунде драфта. В мае клуб подписал с игроком контракт. Для «Иглз» это был выбор на дальнюю перспективу. В сезоне 2019 года Миллер был шестым ди-эндом в составе команды и появился на поле только в двух розыгрышах в специальных командах. Перед началом регулярного чемпионата 2020 года «Иглз» отчислили его. В течение короткого времени он входил в тренировочный состав «Каролины Пэнтерс», в октябре вернулся в «Филадельфию». В 2021 году Миллер принимал участие в работе тренировочного лагеря «Аризоны», в июне подписал контракт с «Атлантой», но уже в августе был отчислен.

#### Статистика выступлений в НФЛ

##### Регулярный чемпионат
| Сезон | Команда          | Игры | Захваты | Захваты | Захваты | Захваты | Захваты | Перехваты | Перехваты | Перехваты | Перехваты | Перехваты | Фамблы | Фамблы | Фамблы | Фамблы |
| Сезон | Команда          | Игры | Solo    | Ast     | Tot     | Loss    | Sk      | Int       | Yds       | Y/R       | TD        | PD        | FR     | Yds    | TD     | FF     |
| ----- | ---------------- | ---- | ------- | ------- | ------- | ------- | ------- | --------- | --------- | --------- | --------- | --------- | ------ | ------ | ------ | ------ |
| 2019  | Филадельфия Иглз | 1    | 0       | 0       | 0       | 0,0     | 0,0     | 0         | 0         | 0,0       | 0         | 0         | 0      | 0      | 0      | 0      |
| Всего | Всего            | 1    | 0       | 0       | 0       | 0,0     | 0,0     | 0         | 0         | 0,0       | 0         | 0         | 0      | 0      | 0      | 0      |